# Folkearth
A Folkearth nemzetközi származású zenészekből álló folk/black/viking metal együttes.

## Története
2003-ban alakult. Jelenlegi tagjai Görögországból, Oroszországból, Franciaországból, Olaszországból, az Egyesült Államokból, Németországból, Monacóból és Argentínából származnak. A zenekar korábbi tagjai Litvániából, Görögországból, Ausztriából, az Egyesült Királyságból, Svédországból, Svájcból, Németországból, Belgiumból, Olaszországból, az Egyesült Államokból, Horvátországból, Ausztráliából, Norvégiából, Oroszországból, Lengyelországból és Spanyolországból származnak. Jelenlegi és volt tagjai mind játszottak/játszanak egyéb együttesekben. Első nagylemezük 2004-ben jelent meg.

## Diszkográfia
- A Nordic Poem (2004)
- By the Sword of My Father (2006)
- Drakkars in the Mist (2007)
- Father of Victory (2008)
- Songs of Yore (2008)
- Fatherland (2008)
- Rulers of the Sea (2009)
- Viking's Anthem (2010)
- Sons of the North (2011)
- Valhalla Ascendant (2012)
- Balder's Lament (2014)